# Zielonka (gmina w województwie warszawskim)
Zielonka – dawna gmina wiejska istniejąca w latach 1948–1954 w woj. warszawskim (dzisiejsze woj. mazowieckie). Siedzibą gminy była wieś Zielonka.

## Historia
Gmina Zielonka została utworzona w dniu 1 stycznia 1948 w woj. warszawskim, w powiecie warszawskim, z części obszaru gminy Marki (gromada Zielonka).
1 lipca 1952 zniesiono powiat warszawski a gminę Zielonka włączono do powiatu wołomińskiego; równocześnie przyłączono do niej gromady Kobylak (obecnie Kobylak i Kobylak), Turów (obecnie Turów i Turów) i Zosinek z gminy Kobyłka oraz gromadę Siwki z gminy Marki. Według stanu z 1 lipca 1952 roku gmina Zielonka składała się z 4 gromad: Kobylak, Siwki, Turów i Zosinek.
Gmina została zniesiona 29 września 1954 wraz z reformą wprowadzającą gromady w miejsce gmin. 1 stycznia 1956 roku gromada Zielonka otrzymała prawa osiedla a 30 grudnia 1960 roku prawa miejskie.